# Cóm
Un cóm o obi és un recipient, normalment allargassat i fet amb pedra o amb una soca d'arbre buidada, que recull l'aigua que brolla d'una font i la funció principal del qual era que els animals s'hi abeuressin.

## Descripció
Cóm és una paraula provinent del cèltic, cumbos. El mot cóm, es refereix a un recipient de pedra o bé de fusta. Els cóms s'empren per abeurar el bestiar i donar menjar als porcs, entre altres funcions. A la zona del Pirineu i zones properes, el cóm es fa servir com a abeurador de font, cosa que permet al bestiar que pastura a la muntanya tenir un recipient prou gros per poder-se abeurar quan no hi ha fonts properes. Per poder fer el cóm es buida el tronc d'un arbre de les dimensions que es vol.

## Imatges
Fotografies d'un cóm i de la canal que hi porta l'aigua.